# Rote Linie 7000
Rote Linie 7000 ist ein US-amerikanischer Motorsport-Actionfilm von Howard Hawks aus dem Jahr 1965 mit James Caan in der Hauptrolle.

## Handlung
Durch den Unfalltod eines seiner Fahrer ist Teamchef Kazarian gezwungen, sich nach einem neuen Teamkollegen für seinen NASCAR-Piloten Mike Marsh umzuschauen. Er kann den ehrgeizigen Ned Arp für sein Team gewinnen. Nach kurzer Zeit muss er jedoch feststellen, dass Arp kein Teamplayer, sondern ein skrupelloser und eiskalter Typ ist. Arp macht sich an Kazarians Schwester ran, wodurch die Spannungen im Team weiter zu eskalieren drohen. Die Wogen glätten sich erst, als Marsh und Arp ihre ersten Siege bei einigen größeren Rennen herausfahren. Als der bekannte Rennfahrer und langjährige Konkurrent von Marsh, Dan McCall, mit seiner Geliebten Gabrielle aus Paris eintrifft, keimt die Rivalität zwischen den beiden Männern wieder auf. McCall interessiert sich zusehends für andere Frauen, und die schöne Gabrielle wendet sich dem draufgängerischen Marsh zu.

## Produktion und Veröffentlichung
Der Film wurde vom 19. Januar 1965 bis 16. April 1965 gedreht. Für die Produktion waren Laurel Productions und Paramount verantwortlich. Drehorte waren unter anderem 
- Ascot Park Speedway – 18601 S. Vermont Avenue, Gardena, California
- Charlotte Motor Speedway – Speedway Parkway, Concord, North Carolina
- Darlington Raceway – Darlington, South Carolina
- Daytona International Speedway – 1801 W. International Speedway Boulevard, Daytona Beach, Florida
- Riverside International Raceway – Riverside, California

Rote Linie 7000 verfügte über ein Budget von rund 2.425.000 US-Dollar. Er wurde auf 35-mm-Technicolor gedreht. Es war der letzte Film von Hawks, den er außerhalb des Westerngenres inszenierte. 
Der Film war insofern ungewöhnlich für den fast 70-jährigen Hawks, als dass er überwiegend junge und noch weitgehend unbekannte Schauspieler besetzte. Der NASCAR-Pilot Larry Frank half dem Filmteam bei den Dreharbeiten, indem er diesem erlaubte, Kameras auf seinem Auto zu befestigen.
Der Film lief ab dem 9. November 1965 im Verleih von Paramount Pictures in den US-Kinos. In der Bundesrepublik Deutschland wurde er am 18. August 1966 von Paramount Pictures veröffentlicht. 

## Kritik
- Das Lexikon des internationalen Films urteilte, Rote Linie 7000 sei professionelles Unterhaltungskino von unbekümmertem Charme.[1]